# أرت هيوز (لاعب كرة قدم)
أرت هيوز (1 أكتوبر 1930 بكامروز في كندا - 4 مارس 2019) هو لاعب كرة قدم كندي في مركز الهجوم.

## وصلات خارجية
- أرت هيوز على موقع قاعدة بيانات كرة القدم.إي يو (الإنجليزية)